# Patrick Dogue
Patrick Dogue (Ludwigshafen, 9 de março de 1992) é um pentatleta alemão. 

## Carreira
Dogue representou seu país nos Jogos Olímpicos de Verão de 2016, terminando na sexta colocação.